# Paul van Asbroeck
Paul van Asbroeck (født 1. maj 1874, død 1959) var en belgisk skytte, som konkurrerede i starten af 1900-tallet i riffel- og pistolskydning. Han deltog i fem olympiske lege og vandt tre OL-medaljer. 
Ved OL 1900 i Paris deltog han i fri riffelskydning over 300 m, og han blev nummer fire i knælende og stående position samt nummer otte i liggende. Han opnåede i alt 917 point, hvilket gav ham en samlet delt tredjeplads i riffel, tre positioner. Vinderen blev schweizeren Emil Kellenberger med 930 point, mens danske Anders Peter Nielsen blev toer med 921 point. De individuelle resultater indgik også i holdkonkurrencen, hvor Belgien blev nummer seks.
Asbroeck deltog også i OL 1908 i London deltog han igen i holdkonkurrencen i fri riffelskydning, tre positioner, hvor Belgien blev nummer fem. Derudover var han med i fri pistolskydning over 50 yards, og i den individuelle konkurrence stod den reelle kamp mellem ham og amerikaneren Jim Gorman. Gorman, som skød sidst efter Asbroeck og hans belgiske holdskammerat Réginald Storms, protesterede over det resultat, han fik, idet han hævdede, at to af hans skud ramte præcist samme sted, men kun ét af disse talte. Protesten blev ikke fulgt, så Gorman fik 485 point og blev nummer tre, mens Asbroeck vandt guld med 490 point og Storms fik sølv med 487. Dagen efter var der holdkonkurrence i samme disciplin, og her fik Gorman revanche, da amerikanerne vandt med 1914 point (501 til Gorman), mens belgierne blev toere med 1863 point (Asbroeck med 493), og Storbritannien blev treere med 1817 point.
Ved OL 1920 i Antwerpen deltog Asbroeck i ikke mindre end ti discipliner, men det blev ikke til medaljer; bedste placering var en femteplads i pistol-holdturneringen. Ved OL 1924 i Paris deltog han i fire discipliner med en niendeplads som bedste resultat. Endelig deltog han som 62-årig i to discipliner ved OL 1936 i Berlin med placeringer langt nede i rækkerne som resultat.
I sin bedste periode i de to første årtier af 1900-tallet var Asbroeck en af de bedste skytter i verden. Ud over OL-resultaterne klarede han sig også rigtig godt ved VM. Således vandt han tretten verdensmesterskaber (individuelt og for hold) i perioden 1904-1914. Han vandt derudover 22 VM-sølv og -bronze, hvoraf den sidste kom i 1930.